# 冷泉為益
冷泉 為益（れいぜい ためます）は、戦国時代の公卿・歌人。上冷泉家8代当主。

## 経歴
永正13年（1516年）、権大納言・冷泉為和の子として誕生。
官位は正二位・権中納言、民部卿。
元亀元年（1570年）、薨去。家督は子・為満が継いだ。

## 系譜
- 父：冷泉為和
- 母：不詳
- 妻：興正寺蓮秀の娘
  - 女子：祐心尼（1565-1616） - 誠仁親王女房、のち興正寺顕尊室
- 正室：中殿（?-1583）[1]
  - 男子：四条隆昌（1556-1613） - 四条隆益養子
  - 男子：冷泉為満（1559-1619）
  - 女子：山科言経室（1553-?）
  - 女子：御春（御茶々、ハチ） - 楠木正辰室、のち一柳直盛室、のち大津城主京極高次上臈
  - 女子：小倉正次 [2]室[要出典]